# Harry Sparnaay
Harry Sparnaay (Ámsterdam, 14 de abril de 1944-Lloret de Mar, Gerona; 12 de diciembre de 2017) fue un clarinetista bajo, compositor y profesor de música neerlandés, reconocido internacionalmente como uno de los mejores intérpretes del instrumento en todos los tiempos.[cita requerida]

## Biografía
Estudió en el Conservatorio de Ámsterdam con Ru Otto. Después de finalizar su carrera se especializó en el clarinete bajo. Fue el primer clarinetista bajo que ganó el prestigioso concurso Gaudeamus.
Hizo conciertos en los principales festivales internacionales como: Varsovia, Nueva York, Los Ángeles, Zagreb, el Holland Festival, algunos ISCM Festivales, Madrid, París, Atenas, Witten, Aarhus, Como, Bolzano, Nápoles, Turín, Bourges, Middelburg, Graz, Salzburgo, Huddersfield, Saarbrücken, Royan, Huston y muchos otros.
Tocó como solista con importantes orquestas y ensambles como: ASKO Ensamble, BBC Symphony Orquesta, Berlin Radio Symphony Orchestra, Concertgebouw Orquesta, el Ensemble Intercontemporain, Melbourne Symphony, Pittsburgh New Music Ensamble, Radio Chamber Orquesta, Radio Philharmonic Orquesta, Residentie Orquesta, Rotterdam Philharmonic, Schönberg Ensamble, Seymour Group y bajo la batuta de directores como Luciano Berio, Riccardo Chally, Richard Duffalo, Peter Eötvös, Reinbert de Leeuw, Diego Masson, Jacques Mercier, David Porcelijn, David Stock, Mark Summerbell y Hans Vonk.
Ha dado y grabado conciertos para las radios en toda Europa, EE. UU, Sudamérica, Canadá, Australia, Nueva Zelanda y Asia, con piezas compuestas especialmente para él.
Más de 500 composiciones le han sido dedicadas, por compositores tales como Claudio Ambrosini, Luciano Berio, Gerard Brophy, Paul-Heinz Dittrich, Franco Donatoni, Morton Feldman, Brian Ferneyhough, Mary Finsterer, Andrew Ford, Jonathan Harvey, Maki Ishii, Suhki Kang, Tristan Keuris, Mark Kopytman, Helmut Lachenmann, Ton de Leeuw, Theo Loevendie, Roderik de Man, Michael Smetanin, Ilhan Usmanbas, Gérard Grisey, Maurice Weddington, Iannis Xenakis, Isang Yun y muchos otros más.
Ofrececió la primera audición mundial de "In Freundschaft" de Karlheinz Stockhausen ( versión para clarinete bajo) y fue solista en diferentes óperas como: Naima de Theo Loevendie, Prometeo de Luigi Nono, Die Verwandlung de Paul-Heinz Dittrich y A King, Riding de Klaas de Vries.
Dio clases magistrales en universidades de todo el mundo para instrumentistas y compositores de música contemporánea. Asimismo fue profesor de Clarinete Bajo en el Conservatorio de Ámsterdam, en la Escuela Superior de Música de Cataluña (ESMUC) y también fue director del Ensemble para la Nueva Música. 
Con el pianista Polo de Haas formó el dúo Fusion Moderne con el cual ganaron el premio para conjuntos de Cámara en el Concurso Gaudeamus y posteriormente formó el Bass Clarinet Collective, grupo formado por 9 clarinetes bajos y 3 clarinetes contrabajos. Junto al flautista Harrie Starreveld y el pianista René Eckhardt, formó el Het Trio en 1982, para este trío se han escrito más de 190 obras. Formó también el dúo Double Action con la clavecinista Annelie de Man. 
Con su esposa, la organista argentina Silvia Castillo, formó el DUO LEVENT, dando conciertos por numerosos países del mundo.
Ya sea como solista o con diferentes grupos de cámara, grabó más de 40 álbumes de los que uno de ellos ha ganado el premio Edison.
Fue varias veces solicitado como jurado en importantes competencias internacionales.
Como director de orquesta interpretó composiciones de Arnold Schönberg (Pierrot Lunaire and Serenade), Henryk Górecki, Pierre Boulez, Elliott Carter, Olivier Messiaen, Theo Loevendie, Franco Donatoni, Ross Harris, Joe Cutler, Toshio Hosokawa, Mary Finsterer, Iannis Xenakis entre otros muchos.
Tocó con el último modelo de Buffet Crampon.

## Reconocimientos
- 1972 Eerste prijs Internationaal Gaudeamus Concours voor vertolkers
- 1985 Swedish Record Prize (muziek van Arne Mellnäs)
- 1987 Bulgarian Composers Union Award
- 1988 Inaugural Sounds Australian Award
- 1995 Edison Award (muziek van Ton de Leeuw)
- 1996 Jan van Gilse prijs (namens het Genootschap van Nederlandse Componisten).
- Cabellero en la Orden del León Holandés, condecorado por la Reina Beatrix de Holanda.

## Discografía
- LADDER OF ESCAPE 1 - Attacca Babel 8945-1. Obras para clarinete bajo solo (con y sin tape) de: Theo Loevendie, Isang Yun, Enrique Raxach, Eric Dolphy, Michael Smetanin, Brian Ferneyhough, Guus Janssen, Martin Wesley-Smith.
- MUSIANA 95 - CLASSICO. Sparkle by TAKAYUKI RAI para clarinete bajo y tape. Harry Sparnaay - clarinete bajo.
- STEFAN DRAGOSTINOV - DMI 2001. Promenos Concerto para clarinete bajo y orchestra , Harry Sparnaay y the Festival Chamber Orchestra, dirige Alexey Izmirliev.
- DEVIL'S GOLF COURSE – WAYNE SIEGEL - DACAPO 8.224069. Jackdaw para clarinete bajo y tape.
- TON BRUYNÈL/LOOKING EARS COMPLETE . CV NEAR12 . Intra para clarinete bajo, tape y modulador Save the Whale para clarinete bajo - contrabajo y tape. Looking Ears para clarinete bajo, piano y tape.
- ROBERT NASVELD – MUSIC para clarinete bajo y máquina de escribir. DUO FUSION MODERNE.
- ARC AND OTHER ELECTRONIC WORKS - CONTINUUM 1009. Música de Barry Anderson. Arc para clarinete bajo, cuarteto de cuerda, tapes y electrónicos. Harry Sparnaay y el Mistry String Quartet.
- VISIONS - WVH 141 Chamber Music by Roderik de Man. Momentum para clarinete bajo, clavicordio y tape
- DOUBLE ACTION.
- CULTURES ELECTRONIQUES - BOURGES LDC 278046/47. Horacio Vaggione TAR for bass clarinet and tape.
- UNSEEN LEAVES – LAWRENCE MOSS - EMF CD045. Harried for bass clarinet and tape.
- TERA DE MAREZ OYENS - BV HAAST CD 9211. Ambiversion for bass clarinet and tape. Trio for bass clarinet, percussion and tape.
- GIULIO CASTAGNOLI música da camera - HAPPY NEW EAR 3/CA912. Trio II for flute, bass clarinet and harp. Harrie Starreveld, Harrie Sparnaay, Masumi Nagasawa
- Computer Music Journal Sound Anthology . Volume 26, 2002. Music for bass clarinet and tape (1986) by Cort Lippe. Harry Sparnaay, clarinet bajo.
- LOUIS ANDRIESSEN The Last day – DONEMUS . HIGHLIGHTS CV79. Clarinete bajo . Dirige: Reinbert de Leeuw.
- ASKO ENSEMBLE LIVE II – ATTACCA BABEL 9057-4 . Clarinet bajo. Dirige: David Porcelijn.
- THE LIGETI PROJECT I - TELDEC 8573-83953- 2. Clarinete bajo en Chamber concerto y Mysteries of the Macabre. Dirige: Reinbert de Leeuw.
- THE LIGETI PROJECT III - TELDEC 8573-87631-2 . Clarinete bajo en el concierto para chelo, Clocks and Clouds y el concierto para Violín. Dirige: Reinbert de Leeuw.
- THE LIGETI PROJECT IV - TELDEC 8573-88263-2. Basset horn en Hamburg Concerto. Dirige: Reinbert de Leeuw.
- KLAS TORSTENSSON - DONEMUS HIGHLIGHTS CV32. Clarinete bajo en Urban Songs y contrabajo en Stick on Stick. Dirige: Stefan Asbury and Zoltán Peskó
- BRUNO MADERNA Hyperion - MONTAIGNE 782014 (2CD). Clarinete bajo . Dirige: Peter Eötvös.
- LOUIS ANDRIESSEN De Tijd – NONESUCH 7559-79291-2. Clarinete bajo . Dirige: Reinbert de Leeuw.
- LOUIS ANDRIESSEN De Materie – NONESUCH 79367-2 (2CD) Clarinete bajo y contrabajo. Dirige: Reinbert de Leeuw.
- ROB ZUIDAM Freeze – NM CLASSICS 92047. Clarinete bajo y contrabajo. Dirige: Stefan Asbury.
- KLAS TORSTENSSON Licks and Brains – DONEMUS CVCD13. Clarinete bajo y contrabajo en Licks and Brains II . Dirige: Davis Porcelijn y Klas Torstensson.
- GUUS JANSSEN – DONEMUS HIGHLIGHTS. CV81. Clarinete bajo en Bruusk. Diriger David Porcelijn.
- LUCA FRANCESCONI – MONTAIGNE 782032. Clarinete bajo. Conduce: David Porcelijn and Guido Maria Guida
- ASKO Live II Attacca/Babel 9057-4. Clarinete bajo en las obras de Francesconi, Maderna y Donatoni Conduce: David Porcelijn.
- PETER LIEBERSON Raising the graze – DG 457 606-2 Clarinete bajo. Dirige: Oliver Knussen
- TOD MACHOVER Spectres – BCD 9002 Clarinete bajo. Dirige: Peter Eötvös.
- NOVEMBER MUSIC 2201 – NM005 Clarinete bajo en (W)HERE by Mayke Nas
- COMPOSERS RECORDINGS - #851 Clarinete bajo en NOVARA en Earle Brown.
- FODOR QUINTET WITH HARRY SPARNAAY – OTR. C69031 Clarinete bajo en Mládi de Leos Janácek.
- ROYAL CONCERTGEBOUW ORCHESTRA – DECCA 436 640-2. Clarinete contrabajo en Arcana de Edgar Varèse.
- VOICES OF FROZEN LAND – NBECD008. Clarinete en Voices of Frozen Land de Alexander Raskatov.
- ROYAL CONCERTGEBOUW ORCHESTRA – DECCA 436 640-2. Clarinete contrabajo en Arcana de Edgar Varèse.
- OPUS 89 – RADIO NETHERLANDS P1990. Clarinete bajo en To Brooklyn Bridge con Tristan Keuris? Dirige: Jacques van Steen.
- VARÈSE, THE COMPLETE WORKS – DECCA. 460 208-2 (2CD). Clarinete contraajo en Arcana con la Concertgebouw Orchestra, dirige Riccardo Chailly. Clarinete bajo en Dance for Burgess con la ASKO Ensemble, dirige Riccardo Chailly.
- Contemporary Music from Ireland IV. DON'T by Ailís Ní Riain. Harry Sparnaay clarinete bajo y David James violoncello